# Ultraaricia inanis
Ultraaricia inanis är en fjärilsart som beskrevs av Ruggero Verity 1938. Ultraaricia inanis ingår i släktet Ultraaricia och familjen juvelvingar. Inga underarter finns listade i Catalogue of Life.